# Amreli
Amreli là một thành phố và khu đô thị của quận Amreli thuộc bang Gujarat, Ấn Độ.

## Địa lý
Amreli có vị trí 21°37′B 71°14′Đ / 21,62°B 71,23°Đ Nó có độ cao trung bình là 128 mét (419 feet).

## Nhân khẩu
Theo điều tra dân số năm 2001 của Ấn Độ, Amreli có dân số 90.243 người. Phái nam chiếm 52% tổng số dân và phái nữ chiếm 48%. Amreli có tỷ lệ 78% biết đọc biết viết, cao hơn tỷ lệ trung bình toàn quốc là 59,5%: tỷ lệ cho phái nam là 82%, và tỷ lệ cho phái nữ là 73%. Tại Amreli, 10% dân số nhỏ hơn 6 tuổi.